# Yunidis Castillo
Yunidis Castillo (Santiago de Cuba, 6 de junio de 1987) es una deportista cubana que compite en atletismo adaptado. Ganó seis medallas en los Juegos Paralímpicos de Verano entre los años 2008 y 2016.

## Palmarés internacional
| Juegos Paralímpicos | Juegos Paralímpicos     | Juegos Paralímpicos | Juegos Paralímpicos   |
| Año                 | Lugar                   | Medalla             | Prueba                |
| ------------------- | ----------------------- | ------------------- | --------------------- |
| 2008                | Pekín (China)           | Medalla de oro      | 100 m T46             |
| 2008                | Pekín (China)           | Medalla de oro      | 200 m T46             |
| 2012                | Londres (Reino Unido)   | Medalla de oro      | 100 m T46             |
| 2012                | Londres (Reino Unido)   | Medalla de oro      | 200 m T46             |
| 2012                | Londres (Reino Unido)   | Medalla de oro      | 400 m T46             |
| 2016                | Río de Janeiro (Brasil) | Medalla de plata    | Salto de longitud T47 |